# 濟中
濟中（1852年—？），又名濟澂，字伯庸，号樂農、时斋，富察氏，內務府鑲黃旗滿洲人。清朝政治人物，進士出身。

## 生平
光緒元年乙亥科举人（时隶内务府镶黄旗满洲祥年管领下），九年（1883年），参加癸未科殿試，登進士二甲92名。同年五月，改翰林院庶吉士。光緒十二年四月，散館，俱著以部属用。
为宜泉的《春柳堂诗稿》（光緖十五年（1889）己丑刊本，系当代红学有争论的文本）作跋（进士贵贤、延茂序）。

## 家庭
根据《順天鄉試同年齒錄: (光緖元年乙亥恩科)》“濟中”篇。
- 始祖法式善，原任正白旗满洲副都统兼镶白旗护军统领，从龙入关。
- 世祖隆祥，镶黄旗官学清语教习。
- 太高祖格布里，骁骑副参领。
- 高祖铜柱，笔帖式。
- 曾祖武淩河，镶黄旗护军参领。
- 祖父舒兴，内务府管领、内务府郎中兼骁骑参领。祖母胡佳氏。
- 父安容，吉林伯都讷厅通判。母黄氏（父内务府正白旗汉军、内务府司库善龄）。
- 堂伯道光二十五年乙巳恩科（1845年）繙譯進士安常。